# Fujiwara no Takamitsu
Fujiwara no Takamitsu (藤原 高光; 939 – 994) è stato un poeta giapponese waka del medio periodo Heian.

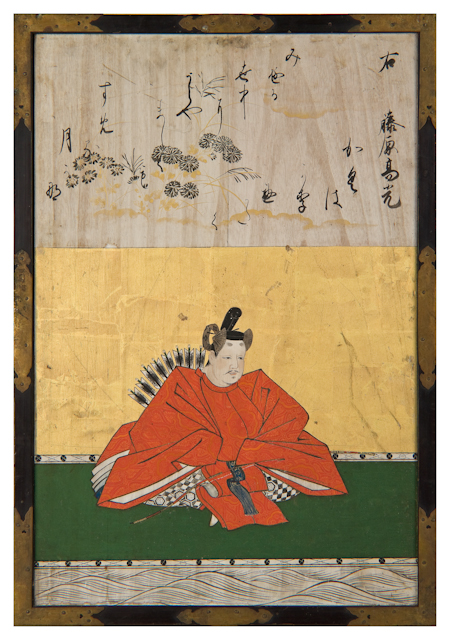
Fujiwara no Takamitsu di Kanō Yasunobu, 1648

È stato inserito tra i membri dei Trentasei Immortali della Poesia. Suo padre era Fujiwara no Morosuke e sua madre era la principessa Masako (雅子内親王, Masako Naishin'nō), figlia dell'imperatore Daigo.
La decisione di Takamitsu di abbandonare la famiglia e la posizione sociale per la vita come monaco buddista nel 961, insieme al dolore della sua famiglia allargata per quell'azione, è documentata in Tōnomine Shōshō Monogatari. Takamitsu, dopo aver rinunciato al mondo, visse dapprima nel "monastero sul monte Hiei, non lontano dalla capitale" ma si trasferì, forse già nel 962, “nella remota Tōnomine, dove trascorse il resto della sua vita, adottando il nome con cui è ora conosciuto”.
Le poesie di Takamitsu sono incluse in diverse antologie di poesia imperiale dal Gosen Wakashū in poi. Esiste anche una collezione personale nota come "Antologia di Takamitsu (高光集, Takamitsu-shū)".